# 9494 Donici
9494 Donici  este un asteroid din centura principală, denumit după astronomul basarabean Nicolae Donici. A fost descoperit în 1971 și are o orbită caracterizată de semiaxa majoră de 2,1936620 UA și o excentricitate de 0,0842409, înclinația este de 3,77404° față de eliptică. Magnitudinea absolută este 13,7.